# 아무루 왕국

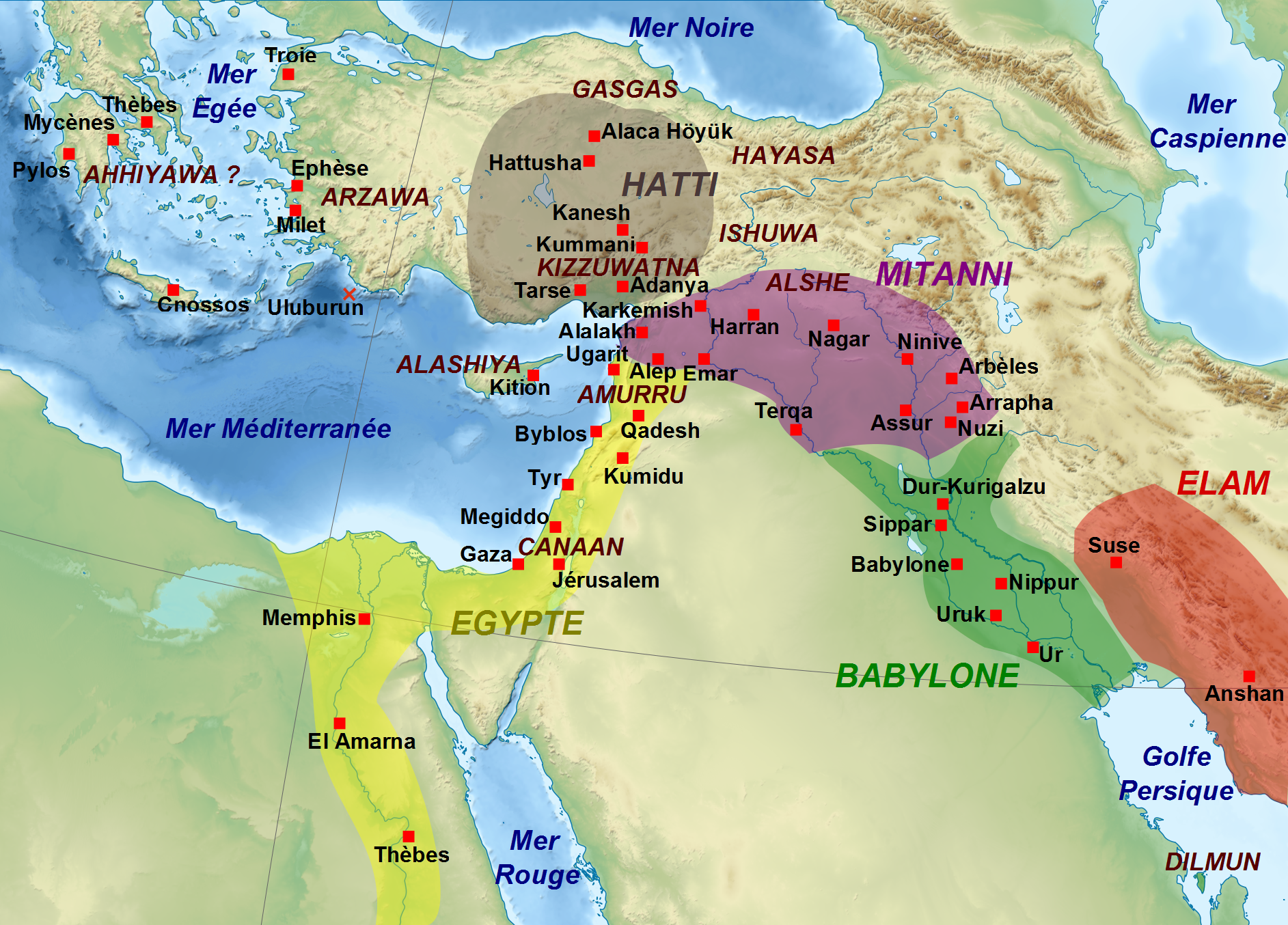
고대 근동의 아마르나 시대(Amarna Period: 1400?~1292?) 초기의 지정학적 지도로 이집트 제국(기원전 16~11세기)의 지배를 받고 있던 아무루 왕국(기원전 14~12세기)이 히타이트 제국(기원전 18세기경 ~ 기원전 1180년경)의 일부로 복속되기 전의 상황이다

청동기 시대 붕괴기(Bronze Age collapse: 1206~1150 BC)의 고대 근동과 고대 그리스 (지도의 지명은 노르웨이어로 되어 있다): 아무루 왕국은 기원전 1200년경에 해양 민족에 의해 멸망하였다

아무루(Amurru) 또는 아무루 왕국(Amuru kingdom)은 기원전 14~12세기 동안 오늘날의 레바논 지역에 위치하였던 아모리인들의 왕국이다.
아무루 왕국의 왕들 중 기록에 남겨진 최초의 왕은 아브디 아슈이르타(Abdi-Ashirta)이다. 그의 재위 시에 아무루 왕국은 이집트 제국, 즉 이집트 신왕국의 일부였다. 아브티 아슈이르타의 아들인 아지루(Aziru)는 히타이트 제국의 왕인 수필룰리우마 1세와 가까워졌는데 이후 완전히 히타이트 제국 편으로 돌아섰다.
아무루 왕국은 기원전 1200년경에 해양 민족(Sea Peoples)에 의해 멸망하였다.